# Kroatien i olympiska sommarspelen 2004
Kroatien i olympiska sommarspelen 2004 bestod av idrottare som blivit uttagna av Kroatiens olympiska kommitté.

## Bordtennis
| Idrottare                   | Gren       | Omgång 1             | Omgång 2              | Omgång 3                         | Omgång 4                 | Kvartsfinaler               | Semifinaler          | Final                |                  |
| Idrottare                   | Gren       | Motståndare Resultat | Motståndare Resultat  | Motståndare Resultat             | Motståndare Resultat     | Motståndare Resultat        | Motståndare Resultat | Motståndare Resultat |                  |
| --------------------------- | ---------- | -------------------- | --------------------- | -------------------------------- | ------------------------ | --------------------------- | -------------------- | -------------------- | ---------------- |
| Tamara Boroš                | Damsingel  | BYE                  | BYE                   | Kravchenko (ISR) W 4-0           | Pavlovich (BLR) W 4-2    | Zhang (CHN) L 0-4           | Gick inte vidare     | Gick inte vidare     | Gick inte vidare |
| Cornelia Vaida              | Damsingel  | Lay (AUS) L 0-4      | Gick inte vidare      | Gick inte vidare                 | Gick inte vidare         | Gick inte vidare            | Gick inte vidare     | Gick inte vidare     | Gick inte vidare |
| Tamara Boroš Cornelia Vaida | Damdubbel  | BYE                  | BYE                   | Strbikova/Vachovcova (CZE) W 4-1 | Bátorfi/Tóth (HUN) W 4-1 | Kim B-R/Kim K-A (KOR) L 0-4 | Gick inte vidare     | Gick inte vidare     | Gick inte vidare |
| Zoran Primorac              | Herrsingel | BYE                  | Milicevic (BIH) W 4-1 | Ma (CHN) L 1-4                   | Gick inte vidare         | Gick inte vidare            | Gick inte vidare     | Gick inte vidare     | Gick inte vidare |

## Boxning
| Idrottare       | Gren          | Sextondelsfinaler    | Åttondelsfinaler      | Kvartsfinaler        | Semifinaler          | Final                | Final            |
| Idrottare       | Gren          | Motståndare Resultat | Motståndare Resultat  | Motståndare Resultat | Motståndare Resultat | Motståndare Resultat | Placering        |
| --------------- | ------------- | -------------------- | --------------------- | -------------------- | -------------------- | -------------------- | ---------------- |
| Marijo Šivolija | Lätt tungvikt | Muñoz (VEN) L 23-31  | Gick inte vidare      | Gick inte vidare     | Gick inte vidare     | Gick inte vidare     | Gick inte vidare |
| Vedran Đipalo   | Lätt tungvikt | i.u.                 | Forsyth (AUS) L 22-32 | Gick inte vidare     | Gick inte vidare     | Gick inte vidare     | Gick inte vidare |

## Friidrott
Herrar
Bana, maraton och gång
| Idrottare       | Gren           | Heat     | Heat      | Kvartsfinal      | Kvartsfinal      | Semifinal        | Semifinal        | Final            | Final            |
| Idrottare       | Gren           | Resultat | Placering | Resultat         | Placering        | Resultat         | Placering        | Resultat         | Placering        |
| --------------- | -------------- | -------- | --------- | ---------------- | ---------------- | ---------------- | ---------------- | ---------------- | ---------------- |
| Branko Zorko    | 1 500 meter    | 3:48.28  | 10        | i.u.             | i.u.             | Gick inte vidare | Gick inte vidare | Gick inte vidare | Gick inte vidare |
| Jurica Grabušić | 110 meter häck | 13.87    | 8         | Gick inte vidare | Gick inte vidare | Gick inte vidare | Gick inte vidare | Gick inte vidare | Gick inte vidare |

Fältgrenar och tiokamp
| Idrottare          | Gren           | Kval     | Kval      | Final            | Final            |
| Idrottare          | Gren           | Resultat | Placering | Resultat         | Placering        |
| ------------------ | -------------- | -------- | --------- | ---------------- | ---------------- |
| Siniša Ergotić     | Längdhopp      | 7.77     | 26        | Gick inte vidare | Gick inte vidare |
| Edis Elkasević     | Kulstötning    | 18.44    | 36        | Gick inte vidare | Gick inte vidare |
| Nedžad Mulabegović | Kulstötning    | 19.07    | 29        | Gick inte vidare | Gick inte vidare |
| Dragan Mustapić    | Diskuskastning | 54.66    | 34        | Gick inte vidare | Gick inte vidare |
| András Haklits     | Släggkastning  | 74.43    | 21        | Gick inte vidare | Gick inte vidare |
| Edi Ponoš          | Spjutkastning  | 71.43    | 33        | Gick inte vidare | Gick inte vidare |

Damer
Fältgrenar och sjukamp
| Idrottare        | Gren           | Kval     | Kval      | Final            | Final            |
| Idrottare        | Gren           | Resultat | Placering | Resultat         | Placering        |
| ---------------- | -------------- | -------- | --------- | ---------------- | ---------------- |
| Blanka Vlašić    | Höjdhopp       | 1.95     | 7 Q       | 1.89             | 11               |
| Vera Begić       | Diskuskastning | 57.31    | 29        | Gick inte vidare | Gick inte vidare |
| Ivana Brkljačić  | Släggkastning  | 68.21    | 13        | Gick inte vidare | Gick inte vidare |
| Sanja Gavrilović | Släggkastning  | 56.79    | 45        | Gick inte vidare | Gick inte vidare |

## Handboll
Herrar
| Nr | Pos. | Namn              | Födelsedatum (ålder)      | Klubb                |
| -- | ---- | ----------------- | ------------------------- | -------------------- |
| 1  | MV   | Venio Losert      | 25 juli 1976 (28 år)      | Granollers           |
| 2  | VY   | Nikša Kaleb       | 9 mars 1973 (31 år)       | RK Zagreb            |
| 4  | MB   | Ivano Balić       | 1 april 1979 (25 år)      | Portland San Antonio |
| 6  | VB   | Blaženko Lacković | 25 december 1980 (23 år)  | SG Flensburg         |
| 7  | HY   | Vedran Zrnić      | 26 september 1979 (24 år) | RK Gorenje Velenje   |
| 9  | P    | Igor Vori         | 20 september 1980 (23 år) | RK Zagreb            |
| 10 | VB   | Davor Dominiković | 7 april 1978 (26 år)      | SG Kronau Östringen  |
| 11 | HY   | Mirza Džomba      | 28 februari 1977 (27 år)  | BM Ciudad Real       |
| 12 | MV   | Vlado Šola        | 17 november 1968 (35 år)  | KC Fotex Veszprem    |
| 14 | HB   | Drago Vuković     | 3 augusti 1983 (21 år)    | RK Zagreb            |
| 15 | MB   | Slavko Goluža     | 17 september 1971 (32 år) | KC Fotex Veszprem    |
| 16 | MV   | Valter Matošević  | 11 juni 1970 (34 år)      | Wilhelmshavener HV   |
| 17 | VY   | Goran Šprem       | 6 juli 1979 (25 år)       | RK Zagreb            |
| 18 | MB   | Denis Špoljarić   | 20 augusti 1979 (24 år)   | RK Zagreb            |
| 19 | HB   | Petar Metličić    | 25 december 1976 (27 år)  | CB Ademar León       |

Gruppspel
| Lag       | Pld | W | D | L | GF  | GA  | GD  | Poäng |
| --------- | --- | - | - | - | --- | --- | --- | ----- |
| Kroatien  | 5   | 5 | 0 | 0 | 146 | 129 | +17 | 10    |
| Spanien   | 5   | 4 | 0 | 1 | 154 | 137 | +17 | 8     |
| Sydkorea  | 5   | 2 | 0 | 3 | 148 | 148 | 0   | 4     |
| Ryssland  | 5   | 2 | 0 | 3 | 145 | 145 | 0   | 4     |
| Island    | 5   | 1 | 0 | 4 | 143 | 158 | –15 | 2     |
| Slovenien | 5   | 1 | 0 | 4 | 130 | 149 | –19 | 2     |

Slutspel
|  | Quarter-finals | Quarter-finals |          |          | Semi-finals        | Semi-finals        |  |  | Gold medal final | Gold medal final |
|  |                |                |          |          |                    |                    |  |  |                  |                  |
|  |                |                |          |          |                    |                    |  |  |                  |                  |
|  |                |                |          |          |                    |                    |  |  |                  |                  |
|  | Kroatien       | 33             |          |          |                    |                    |  |  |                  |                  |
|  | Kroatien       | 33             |          |          |                    |                    |  |  |                  |                  |
|  | Grekland       | 27             |          |          |                    |                    |  |  |                  |                  |
|  | Grekland       | 27             | Kroatien | 33       |                    |                    |  |  |                  |                  |
|  |                |                | Kroatien | 33       |                    |                    |  |  |                  |                  |
|  |                | Ungern         | 31       |          |                    |                    |  |  |                  |                  |
|  | Sydkorea       | Ungern         | 31       | 25       |                    |                    |  |  |                  |                  |
|  | Sydkorea       |                |          | 25       |                    |                    |  |  |                  |                  |
|  | Ungern         | 30             |          |          |                    |                    |  |  |                  |                  |
|  | Ungern         | 30             | Kroatien | 26       |                    |                    |  |  |                  |                  |
|  |                |                | Kroatien | 26       |                    |                    |  |  |                  |                  |
|  |                | Tyskland       | 24       |          |                    |                    |  |  |                  |                  |
|  | Tyskland       | Tyskland       | 24       | 32       |                    |                    |  |  |                  |                  |
|  | Tyskland       |                |          | 32       |                    |                    |  |  |                  |                  |
|  | Spanien        | 30             |          |          |                    |                    |  |  |                  |                  |
|  | Spanien        | 30             | Tyskland | 21       | Bronze medal final | Bronze medal final |  |  |                  |                  |
|  |                |                | Tyskland | 21       | Bronze medal final | Bronze medal final |  |  |                  |                  |
|  |                | Ryssland       | 15       |          |                    |                    |  |  |                  |                  |
|  | Frankrike      | Ryssland       | 15       | 24       | Ungern             | 26                 |  |  |                  |                  |
|  | Frankrike      |                |          | 24       | Ungern             | 26                 |  |  |                  |                  |
|  | Ryssland       | 26             |          | Ryssland | 28                 |                    |  |  |                  |                  |
|  | Ryssland       | 26             |          |          | 28                 |                    |  |  |                  |                  |
|  |                |                |          |          |                    |                    |  |  |                  |                  |
|  |                |                |          |          |                    |                    |  |  |                  |                  |

## Kanotsport
Slalom
| Danko Herceg | Herrarnas C-1 slalom | 204.17 | 6 Q | 203.49           | 12               | Gick inte vidare | Gick inte vidare | Gick inte vidare |
| Dinko Mulić  | Herrarnas K-1 slalom | 210.76 | 22  | Gick inte vidare | Gick inte vidare | Gick inte vidare | Gick inte vidare | Gick inte vidare |

Sprint
| Kanotist           | Gren                 | Heat     | Heat      | Semifinal | Semifinal | Final            | Final            |
| Kanotist           | Gren                 | Tid      | Placering | Tid       | Placering | Tid              | Placering        |
| ------------------ | -------------------- | -------- | --------- | --------- | --------- | ---------------- | ---------------- |
| Emanuel Horvatiček | Herrarnas C-1 500 m  | 1:55.528 | 5 QS      | 2:06.347  | 8         | Gick inte vidare | Gick inte vidare |
| Emanuel Horvatiček | Herrarnas C-1 1000 m | 4:27.662 | 7 QS      | 4:24.604  | 7         | Gick inte vidare | Gick inte vidare |

## Ridsport

### Fälttävlan
| Ryttare   | Häst            | Gren                   | Dressyr | Dressyr   | Terräng | Terräng | Terräng   | Hoppning | Hoppning | Hoppning  | Hoppning         | Hoppning         | Hoppning         | Totalt | Totalt    |
| Ryttare   | Häst            | Gren                   | Dressyr | Dressyr   | Terräng | Terräng | Terräng   | Kval     | Kval     | Kval      | Final            | Final            | Final            | Totalt | Totalt    |
| Ryttare   | Häst            | Gren                   | Straff  | Placering | Straff  | Totalt  | Placering | Straff   | Totalt   | Placering | Straff           | Totalt           | Placering        | Straff | Placering |
| --------- | --------------- | ---------------------- | ------- | --------- | ------- | ------- | --------- | -------- | -------- | --------- | ---------------- | ---------------- | ---------------- | ------ | --------- |
| Pepo Puch | Banville d'Ivoy | Individuell fälttävlan | 68,60   | 65        | 80,60   | 149,20  | 66        | 9,00     | 158,20   | 63        | Gick inte vidare | Gick inte vidare | Gick inte vidare | 158,20 | 63        |

## Rodd
Herrar
| Idrottare                                               | Gren              | Heat    | Heat      | Återkval | Återkval  | Semifinal | Semifinal | Final   | Final     | Final |
| Idrottare                                               | Gren              | Tid     | Placering | Tid      | Placering | Tid       | Placering | Tid     | Placering |       |
| ------------------------------------------------------- | ----------------- | ------- | --------- | -------- | --------- | --------- | --------- | ------- | --------- | ----- |
| Nikša Skelin Siniša Skelin                              | Tvåa utan styrman | 7:01,28 | 2 SA/B    | BYE      | BYE       | 6:23,57   | 2 FA      | 6:32,64 | 2         |       |
| Igor Boraska Marko Dragičević Petar Milin Damir Vučičić | Fyra utan styrman | 6:34,05 | 4 R       | 5:58,48  | 3 SA/B    | 6:05,54   | 6 FB      | 5:57,36 | 12        |       |

## Segling
Herrar
| Seglare                    | Gren      | Lopp | Lopp | Lopp | Lopp | Lopp | Lopp | Lopp | Lopp | Lopp | Lopp | Lopp | Summerad poäng | Finalplacering |
| Seglare                    | Gren      | 1    | 2    | 3    | 4    | 5    | 6    | 7    | 8    | 9    | 10   | M*   | Summerad poäng | Finalplacering |
| -------------------------- | --------- | ---- | ---- | ---- | ---- | ---- | ---- | ---- | ---- | ---- | ---- | ---- | -------------- | -------------- |
| Karlo Kuret                | Finnjolle | 6    | 2    | 10   | 8    | 12   | 18   | 7    | 5    | 3    | 3    | 5    | 61             | 4              |
| Tomislav Bašić Petar Cupać | 470       | 16   | 10   | 19   | 5    | 20   | 26   | 21   | 25   | 1    | 7    | 12   | 136            | 19             |

M = Medaljlopp; EL = Eliminerad – gick inte vidare till medaljloppet;
Öppen
| Mate Arapov | Laser | 6 | 11 | 2 | 22 | OCS | 13 | 3 | 25 | 29 | 25 | 3 | 139 | 14 |

M = Medaljlopp; EL = Eliminerad – gick inte vidare till medaljloppet;

## Taekwondo
| Idrottare     | Gren            | Åttondelsfinaler     | Kvartsfinaler        | Semifinaer           | Återkval             | Bronsmatch           | Final                | Final            |
| Idrottare     | Gren            | Motståndare Resultat | Motståndare Resultat | Motståndare Resultat | Motståndare Resultat | Motståndare Resultat | Motståndare Resultat | Placering        |
| ------------- | --------------- | -------------------- | -------------------- | -------------------- | -------------------- | -------------------- | -------------------- | ---------------- |
| Sandra Šarić  | Damernas −67 kg | Solheim (NOR) L 2–5  | Gick inte vidare     | Gick inte vidare     | Gick inte vidare     | Gick inte vidare     | Gick inte vidare     | Gick inte vidare |
| Nataša Vezmar | Damernas +67 kg | Bye                  | Dawani (JOR) L 4–5   | Gick inte vidare     | Gick inte vidare     | Gick inte vidare     | Gick inte vidare     | Gick inte vidare |

## Tennis
| Spelare                        | Gren       | Omgång 1                           | Omgång 2                            | Åttondelsfinaler                           | Kvartsfinaler                          | Semifinaler                            | Final / BM                                   | Final / BM      |
| Spelare                        | Gren       | Motståndare Poäng                  | Motståndare Poäng                   | Motståndare Poäng                          | Motståndare Poäng                      | Motståndare Poäng                      | Motståndare Poäng                            | Placering       |
| ------------------------------ | ---------- | ---------------------------------- | ----------------------------------- | ------------------------------------------ | -------------------------------------- | -------------------------------------- | -------------------------------------------- | --------------- |
| Mario Ančić                    | Herrsingel | Haas (GER) L 1–6, 5–7              | Did not advance                     | Did not advance                            | Did not advance                        | Did not advance                        | Did not advance                              | Did not advance |
| Ivo Karlović                   | Herrsingel | Pavel (ROM) W 6–4, 6–7(10–12), 6–2 | Clément (FRA) W 7–6(7–4), 4–6, 6–4  | Moyá (ESP) L 6–4, 6–7(3–7), 4–6            | Did not advance                        | Did not advance                        | Did not advance                              | Did not advance |
| Ivan Ljubičić                  | Herrsingel | Sargsian (ARM) W 6–3, 6–2          | Johansson (SWE) W 7–6(7–3), 6–4     | Dent (USA) L 4–6, 4–6                      | Did not advance                        | Did not advance                        | Did not advance                              | Did not advance |
| Mario Ančić Ivan Ljubičić      | Herrdubbel | i.u.                               | Björkman / Johansson (SWE) W RET    | Damm / Suk (CZE) W 7–6(8–6), 6–7(2–7), 7–5 | Llodra / Santoro (FRA) W 4–6, 6–3, 9–7 | González / Massú (CHI) L 5–7, 6–4, 4–6 | Bhupathi / Paes (IND) W 7–6(7–5), 4–6, 16–14 | 3               |
| Jelena Kostanić                | Damsingel  | Brandi (PUR) L 5–7, 1–6            | Did not advance                     | Did not advance                            | Did not advance                        | Did not advance                        | Did not advance                              | Did not advance |
| Karolina Šprem                 | Damsingel  | Dulko (ARG) W 6–4, 7–6(8–6), 7–5   | Widjaja (INA) W 6–3, 6–1            | Sugiyama (JPN) L 6–7(6–8), 1–6             | Did not advance                        | Did not advance                        | Did not advance                              | Did not advance |
| Jelena Kostanić Karolina Šprem | Damdubbel  | i.u.                               | Prakusya / Widjaja (INA) W 6–3, 6–2 | Asagoe / Sugiyama (JPN) L 3–6, 5–7         | Did not advance                        | Did not advance                        | Did not advance                              | Did not advance |